# ليونارد ر. براند
ليونارد ر. براند (بالإنجليزية: Leonard R. Brand)‏ هو إحاثي وأحيائي وجيولوجي أمريكي، ولد في 1941 في هارفي في الولايات المتحدة.